# Neuilly-sur-Marne

Położenie Neuilly-sur-Marne w ramach aglomeracji paryskiej

Neuilly-sur-Marne – miejscowość i gmina we Francji, w regionie Île-de-France, w departamencie Sekwana-Saint-Denis.
Według danych na rok 1990 gminę zamieszkiwało 31 461 osób, a gęstość zaludnienia wynosiła 4586 osób/km² (wśród 1287 gmin regionu Île-de-France Neuilly-sur-Marne plasuje się na 71. miejscu pod względem liczby ludności, natomiast pod względem powierzchni na miejscu 559.).
Autobusy
113, 114